# Николаевский сельский совет (Софиевский район)
Николаевский сельский совет (укр. Миколаївська сільська рада) — входит в состав
Софиевского района
Днепропетровской области
Украины.
Административный центр сельского совета находится в 
с. Николаевка.

## Населённые пункты совета
- с. Николаевка
- с. Вильне Життя
- с. Владимировка
- с. Зелёное
- с. Катериновка
- с. Катерино-Наталовка
- пос. Лошкарёвка
- с. Назаровка
- с. Непереможное
- с. Александро-Беловка
- с. Петровка